# Pampa seca

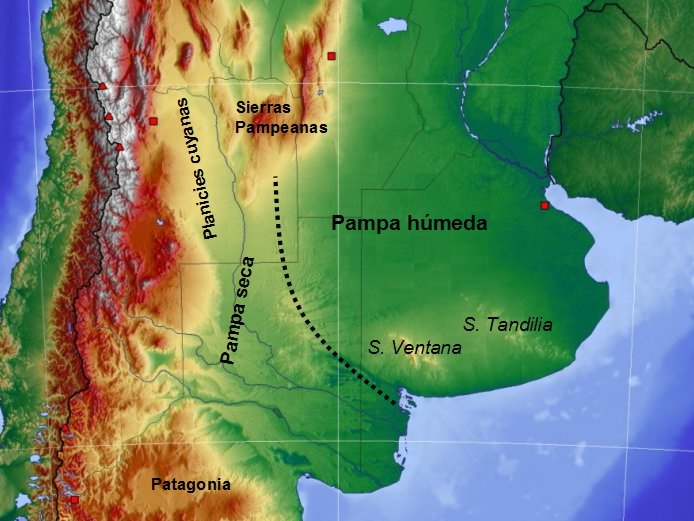
Mapa de la región pampeana, con la frontera aproximada entre la Pampa húmeda y la Pampa seca.

La Pampa seca o Pampa occidental es una subregión geográfica de la Argentina, perteneciente a la región pampeana, integrada también por la Pampa húmeda. Como su nombre indica, comparte con toda la región la característica general de ser una gran llanura ("pampa" en quechua quiere decir llanura), y se diferencia por la sequedad de su clima, ubicándose al oeste de la Pampa húmeda. La frontera entre la Pampa seca y la Pampa húmeda está señalada por la isohieta de 600 mm anuales. Abarca parte del suroeste del interior de la Provincia de Buenos Aires (la otra parte pertenece a la región patagónica), el centro de la Provincia de La Pampa y el sursureste de la Provincia de San Luis.
Hacia el norte, la Pampa seca limita con las Sierras Pampeanas; hacia el oeste con la región cuyana; y hacia el sur con la Patagonia.

## Características
Es una ecorregión neotropical que cubre un área de 327 000 km. Las características de esta zona están directamente determinadas por la escasez de lluvias, alrededor de 700 mm de precipitación anual, circunstancia que se acentúa hacia el oeste. La sequedad lleva a que los pastos naturales que caracterizan a la Pampa húmeda desaparezcan en la Pampa seca.
Existen marismas, como el Complejo Lagunar "Las Tunas - El Hinojo", el Sistema Lagunas Encadenadas del Oeste, el Dique Paso de las Piedras, la Cuenca Chasicó y la Región Serrana de Sierra de la Ventana (Canevari et al.1998), que constituyen hábitats únicos para la fauna y la flora, además de gran cantidad de cuencas o lagunas que se están secando y se encuentran en proceso de formación de  salinas. Entre ellas las Salinas del Bebedero y las Salinas Grandes, la mayor del país y la principal proveedora de sal común de la economía nacional.

## Flora y fauna

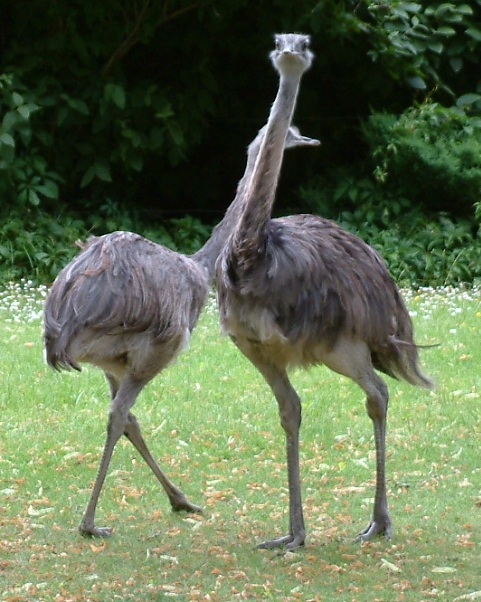
Rhea americana en la subregión de Pampa Seca.

La flora y fauna existente presenta una amplia biodiversidad y se concentra en las zonas húmedas. Predominan especies herbáceas como Poa ligularis, Nassella tenuissima, Nassella trichotoma, Nassella filiculmis, Panicum urvilleanum, Elionurus muticus, Sorghastrum pellitum, Eragrostis lugens, Bromus brevis, Eustachys retusa, entre otras, y en el bioma montano, especialmente caldén, chañar y carquejilla. El bosque se va haciendo cada vez más ralo hacia el oeste, donde el clima se hace desértico y aumenta la presencia de cactus.
Entre la fauna más común se encuentran mamíferos como el ciervo de las pampas australes (Ozotoceros bezoarticus celer) considerado en peligro de extinción, el puma (Felis concolor), el gato montés sudamericano (Felis geoffroyi), el zorro pampeano (Dusicyon gymnocercus) y el zorrino común (Conepatus chinga), la vizcacha de las pampas (Lagostomus maximus), el cuis pampeano (Cavia aperea), la nutria roedora (Myocastor coypus) y la zarigüeya (Didelphis albiventris). Veinticuatro especies de mamíferos marinos habitan las zonas costeras.
Entre las aves terrestres y acuáticas más comunes están el ñandú (Rhea americana), la perdiz chica (Nothura maculosa), la martineta colorada (Rhynchotus rufescens), la gallareta chica (Fulica leucoptera), el cuervillo de cañada (Plegadis chihi) y la cigüeña americana (Ciconia maguari). Más de 300 especies de aves marinas, costeras y migratorias forman parte también de la fauna habitual.
También habitan especies endémicas: la  pajonalera piquicurva (Limnornis curvirostris), Austrolebias nonoiuliensis y Erythrolamprus elegantísima y otras en peligro de extinción: loica pampeana (Leistes defilippii), el zarapito pico recto (Limosa haemastica), Laterallus spilopterus y la polluela de Darwin (Coturnicops notatus) (Chebez 1988; Bertonatti & González 1992; García Fernández et al 1997; Canevari et al. 1998).

## Estado de conservación
La ecorregión se encuentra en peligro debido a la sobreexplotación agrícola, el pastoreo y la ocupación humana. Sin embargo, ninguna de las zonas se encuentra protegida, a pesar de haber sido declarada de máxima prioridad de conservación. El acuerdo firmado en 1997 entre el gobierno de la provincia de San Luis y Parques Nacionales no tuvo éxito.